# Tityus obispoi
Espèce
Tityus obispoi est une espèce de scorpions de la famille des Buthidae.

## Distribution
Cette espèce est endémique de l'État de Trujillo au Venezuela. Elle se rencontre dans la cordillère de Mérida vers Carache.

## Étymologie
Son nom d'espèce lui a été donné en référence au lieu de sa découverte, Agua de Obispo.

## Publication originale
- González-Sponga, 2006 : « Biodiversidad. Tres especies nuevas del género Tityus Koch, 1836 (Buthidae) y del género Chactas Gervais, 1844 (Chactidae). Escorpiones de la Cordillera de los Andes en Venezuela. » Boletín de la Academia de Ciencias Físicas, Matemáticas y Naturales de Venezuela, vol. 66, no 3/4, p. 41-67.